# Torben Boye
Torben Boye (* 2. května 1966, Aalborg, Dánsko) je bývalý profesionální dánský hráč fotbalu. Začínal jako záložník, ale později skončil jako obránce. Jelikož hrál 560 zápasů za Aalborg BK, vybojoval si přezdívku Mr. AaB, v překladu pán nebo mistr Aab. Nikdy nebyl v Dánské fotbalové reprezentaci, ale byl velice blízko k umístění. Na jeho počest, když Boye odešel do důchodu, klub zastavil číslo 12, tudíž žádný nový hráč v týmu neměl na dresu dvanáctku.